# Patinação de velocidade em pista curta nos Jogos Olímpicos de Inverno de 2022 - Revezamento 2000 m misto
A prova de revezamento 2000 m misto da patinação de velocidade em pista curta nos Jogos Olímpicos de Inverno de 2022 foi disputada no Ginásio Indoor da Capital, localizada em Pequim, em 5 de fevereiro.

## Medalhistas
|  | CHN China                                            |  | ITA Itália                                                                                          |  | HUN Hungria                                                                    |
|  | Qu Chunyu Fan Kexin Wu Dajing Ren Ziwei Zhang Yuting |  | Arianna Fontana Arianna Valcepina Martina Valcepina Pietro Sighel Andrea Cassinelli Yuri Confortola |  | Petra Jászapáti Zsófia Kónya Shaoang Liu Shaolin Sándor Liu John-Henry Krueger |

## Recordes
Antes desta competição, os recordes mundiais e olímpicos da prova eram os seguintes:
| Tipo | Atleta                                                         | Tempo        | Local  | Data                  |
| ---- | -------------------------------------------------------------- | ------------ | ------ | --------------------- |
|      | Coreia do Sul Kim A-lang Kin Dong-wook Kim Ji-yoo Kwak Yoon-gy | 2:35.951 min | Pequim | 24 de outubro de 2021 |
|      | —                                                              | —            | —      | —                     |

## Resultados

### Semifinais
As duas primeiras equipes de cada bateria avançam para a final A, enquanto que as esquipes restantes disputam a final B.
| Pos. | Bateria | País               | Atletas                                                              | Tempo    | Notas |
| ---- | ------- | ------------------ | -------------------------------------------------------------------- | -------- | ----- |
| 1    | 1       | CAN Canadá         | Courtney Sarault Kim Boutin Jordan Pierre-Gilles Pascal Dion         | 2:36.808 | QA    |
| 2    | 1       | ITA Itália         | Arianna Fontana Martina Valcepina Pietro Sighel Andrea Cassinelli    | 2:36.895 | QA    |
| 3    | 1       | KAZ Cazaquistão    | Yana Khan Olga Tikhonova Denis Nikisha Abzal Azhgaliyev              | 2:42.575 | QB    |
| 4    | 1       | NED Países Baixos  | Suzanne Schulting Selma Poutsma Sjinkie Knegt Jens van 't Wout       | 2:51.919 | QB    |
| 1    | 2       | HUN Hungria        | Petra Jászapáti Zsófia Kónya Shaoang Liu Shaolin Sándor Liu          | 2:38.052 | QA    |
| 2    | 2       | CHN China          | Qu Chunyu Zhang Yuting Wu Dajing Ren Ziwei                           | 2:38.783 | QA    |
| 5    | 2       | ROC                | Sofia Prosvirnova Elena Seregina Semion Elistratov Konstantin Ivliev | 9        | PEN   |
| 5    | 2       | USA Estados Unidos | Kristen Santos Corinne Stoddard Andrew Heo Ryan Pivirotto            | 9        | PEN   |

### Finais

#### Final B
| Pos. | País              | Atletas                                                        | Tempo    | Notas |
| ---- | ----------------- | -------------------------------------------------------------- | -------- | ----- |
| 4    | NED Países Baixos | Suzanne Schulting Selma Poutsma Sjinkie Knegt Jens van 't Wout | 2:36.966 |       |
| 5    | KAZ Cazaquistão   | Yana Khan Olga Tikhonova Adil Galiakhmetov Denis Nikisha       | 2:44.148 |       |

#### Final A
| Pos. | País        | Atletas                                                           | Tempo    | Notas |
| ---- | ----------- | ----------------------------------------------------------------- | -------- | ----- |
| 01 ! | CHN China   | Qu Chunyu Fan Kexin Wu Dajing Ren Ziwei                           | 2:37.348 |       |
| 02 ! | ITA Itália  | Arianna Fontana Martina Valcepina Pietro Sighel Andrea Cassinelli | 2:37.364 |       |
| 03 ! | HUN Hungria | Petra Jászapáti Zsófia Kónya Shaoang Liu Shaolin Sándor Liu       | 2:40.900 |       |
| 4    | CAN Canadá  | Florence Brunelle Kim Boutin Steven Dubois Jordan Pierre-Gilles   | 9        | PEN   |

Legenda
| Recorde mundial      | Recorde mundial (World record)               |                       | Recorde africano                      | Recorde africano (African) |                                           | Q | Classificado por posição (Qualified) |
| Recorde olímpico     | Recorde olímpico (Olympic record)            | Recorde da América    | Recorde da América (Americas)         | q                          | Classificado por melhor tempo (Qualified) |   |                                      |
| Melhor marca do ano  | Melhor marca do ano (World leading)          | Recorde asiático      | Recorde asiático (Asian)              | DNS                        | Não largou (Did not start)                |   |                                      |
| Recorde nacional     | Recorde nacional (National record)           | Recorde europeu       | Recorde europeu (European)            | DNF                        | Não terminou (Did not finish)             |   |                                      |
| Recorde pessoal      | Recorde pessoal do atleta (Personal best)    | Recorde da Oceania    | Recorde da Oceania (Oceania)          | DSQ / DQ                   | Desclassificado (Disqualified)            |   |                                      |
| Recorde da temporada | Recorde da temporada do atleta (Season best) | Recorde sul-americano | Recorde sul-americano (South America) | NM                         | Sem marca (No mark)                       |   |                                      |

### Patinação de velocidade
| Recorde de pista | Recorde da pista (Track record)               |  |  |
| QA               | Classificado para a final A                   |  |  |
| QB               | Classificado para a final B                   |  |  |
| ADV              | Classificado após decisão arbitral (Advanced) |  |  |
| PEN              | Pênalti                                       |  |  |
| YC               | Cartão amarelo (Yellow Card)                  |  |  |